# اچ‌ام‌سی‌اس گالیانو
اچ‌ام‌سی‌اس گالیانو (به انگلیسی: HMCS Galiano) یک کشتی بود که طول آن ۱۶۲ فوت (۴۹ متر) بود. این کشتی در سال ۱۹۱۷ ساخته شد.